# Canthigaster capistrata
Canthigaster capistrata е вид лъчеперка от семейство Tetraodontidae. Видът не е застрашен от изчезване.

## Разпространение и местообитание
Разпространен е в Гибралтар, Испания (Канарски острови), Кабо Верде, Мароко и Португалия (Азорски острови и Мадейра).
Обитава морета и рифове.